# 하타케야마 시게타다의 난
하타케야마 시게타다의 난(일본어: 畠山重忠の乱 はたけやましげただのらん[*])는 가마쿠라 시대의 초기인 겐큐 2년 6월 22일 (1205년 7월 10일), 무사시국의 후타마타가와 (현 가나가와현 요코하마시 아사히구)에서 무사시국의 유력 고케닌 하타케야마 시게타다가 무사시 장악을 꾀하는 호죠 토키마사의 책모에 의해 호조 요시토키가 이끄는 대군의 공격을 받아 멸망당한 사건이다. 가마쿠라 막부 내부의 정쟁으로, 호죠씨의 유력 고케닌 배척의 하나이다.

## 배경
가마쿠라 막부 창설자인 초대 쇼군 미나모토노 요리토모 사후, 막부 내부의 권력투쟁이 계속되어, 쇼지 2년 (1200년)의 카지와라 카게토키의 변, 겐닌 3년 (1203년)의 히키 요시카즈의 변으로 유력자가 멸망당했고, 막부의 실권은 14세의 쇼군 미나모토노 사네토모를 옹립한 호죠 토키마사가 쥐고 있었다.
하타케야마 시게타다는 치치부씨가 대대로 계승해 온 무사시국의 무사단을 통솔하는 부재소 총검교직의 지위에 있으며, 그 무용과 인망에 의해 요리토모 시대에는 항상 선진을 맡아 그 죽음으로 자손을 수호하라는 유언을 받은 유력 고케닌이었다. 또, 토키마사의 전처의 사위이며, 카지하라 카게토키의 변, 히키 요시카즈의 변에서는 모두 호죠씨 측에 협력하고 있었다.
무사시국은 쇼군에 의해 국사가 천거되는 관동어분국 (쇼군가 지행국)의 하나로 수많은 무사단이 존재해 가마쿠라 방위의 정략상 요지였다. 이 무렵의 무사시 국사는 토키마사의 후처 마키노카타의 사위 히라가 토모마사이며, 히키 요시카즈의 변 다음달인 겐닌 3년 (1203년) 10월, 토모마사는 교토 수호를 위해 상락했고, 토모마사의 상락 후에 토키마사가 쇼군 사네토모의 명에 따라 무사시 국무직에 임명되어 무사시 국아의 행정권을 장악하고 있었다.

## 경과

### 히라가 토모마사와시게야스의 분쟁
겐큐 원년 (1204년) 11월 4일, 수도의 히라가 토모마사의 저택에서 쇼군 사네토모의 아내 보몬 노부키요의 딸 (니시하치죠젠니)를 맞이하기 위해 상경한 고케닌들의 환영 주연이 열렸다. 그 자리에서 토모마사와 시게타다의 적자 시게야스 사이에 말다툼이 벌어져, 주위의 중재로 일이 수습되었지만, 이것이 후에 큰 싸움의 불씨가 된다. 다음날 5일, 시게야스와 함께 상경하던 호죠 토키마사와 후처 마키노카타의 총애하는 아들 마사노리가 병으로 급사했다. 그리고 마사노리의 매장과 시게야스와 토모마사의 분쟁의 보고가 동시에 가마쿠라에 도착한다. 또한, 『아즈마카가미』에서는 사네토모의 정실을 맞이하는 사자로 상경한 고케닌의 대표를 마사노리 한명이 있지만, 『나카스케 왕기』 겐큐 원년 11월 3일조에 의하면 토키마사도 같이 상경한 것으로 확인된다.
이듬해 겐큐 2년 (1205년) 4월 11일, 가마쿠라에 불온한 형세가 있다고 고케닌들이 몰려들기 시작하면서, 소령의 무사시국에 은거하고 있던 이나게 뉴도 시게나리가 장인어른인 토키마사에게 불려가게 되면서, 가신을 거느리고 가마쿠라로 찾아왔다. 무슨 일이 생기는 것 아니냐는 소문이 돌았으나, 이 소동은 잦아들고 5월 3일에는 대부분의 고케닌들이 귀국했다.
6월 21일, 토모마사는 시게야스에게 욕을 먹었다고 마키노카타에게 참소하고, 마키노카타는 이를 시게타다 부자의 배반하려는 마음이 있다고 토키마사에게 호소했다. 토모마사는 마키노카타의 사위이고, 시게야스는 토키마사의 전처의 외손자이다. 토키마사가 아들 요시토키와 토키후사에게 시게타다 토벌을 상의하자, 두 사람은 시게타다가 충실히 근무했음을 호소하며, 모반 따위를 일으킬 사람이 아니라며 반대하였으나, 마키노카타의 오빠 오오오카 토키치카에게 "마키노카타가 계모이니까 원수를 갚으려 하겠지"라고 다그쳤고, 부득이 요시토키는 시게타다 토벌에 동의하였다고 한다.
다음날인 22일 이른 아침, 가마쿠라는 큰 소동이 일어나, 군병이 모반인을 주살하기 위해 유이가하마로 앞다퉈 달렸다. 같은 치치부씨의 이나게 뉴도에게 초대받아 가마쿠라에 있던 시게야스도 낭종 3명과 함께 유이가하마로 달려가자, 토키마사의 뜻을 받은 미우라 요시무라가 사쿠마 타로 등에게 시게야스를 둘러싸게 했다. 자신이 모반인으로 여겨지고 있는 것을 깨달은 시게야스는 분전했지만, 여러 세력에게 없다시피한 세력인 낭당이 모두 살해되었다. 토키마사의 명에 따라 가마쿠라로 향하고 있는 시게타다를 도중에 주살하기 위해, 대군이 파견되었다. 대장군 호죠 요시토키를 따른 것은 선봉과 맨 뒤의 진을 맡은 카사이 키요시게, 사카이 츠네히데, 오오스가 타네노부, 코쿠부 타네미치, 소우마 요시타네, 토 시게타네, 그 외 아시카가 요시우지, 오야마 토모마사, 미우라 요시무라, 미우라 타네요시, 나가누마 무네마사, 유우키 토모미츠, 우츠노미야 요리츠나, 오다 토모시게, 아다치 카게모리, 츄죠 이에나가, 카리타 요시스에, 카노 무네시게, 우사미 스케모치, 하타노 타다츠나, 마츠다 아리츠네, 츠치야 무네미츠, 카와고에 시게토키, 카와고에 시게카즈, 에도 타다시게, 시부카와 무샤도코로, 오노데라 스에미치, 시모코우베 유키히라, 소노다 나리토모 및 오오이씨, 시나가와씨, 카스카베씨, 우시오다씨, 카시마씨, 오구리씨, 나메가타씨, 코다마당, 요코야마당, 카네코당, 무라야마당 등이 따랐고, 세키토 (타마시 세키토)의 대장은 호죠 토키후사・와다 요시모리로 하여 가마쿠라로 출진했다.

### 후타마타가와 전투
시게타다는 가마쿠라에 소동이 있다는 소식을 듣고, 6월 19일에 스가야야카타를 출발했으며, 22일 오후, 후타마타가와에서 토벌군을 만났다. 시게타다의 동생 나가노 시게키요는 시나노국에, 로쿠로 시게무네는 오슈로 향했고, 시게타다가 이끌고 있던 것은, 차남 시게히데, 낭종 혼다 지로 치카츠네, 유모의 아버지 한자와 로쿠로 나리키요를 포함한 134기에 불과했다. 그날 아침, 시게야스가 살해당한 것, 자신에게 추토군이 보내진 것을 후타마타가와에서 처음 알게 된 시게타다는, 야카타로 물러나지 않고, 깨끗하게 싸우는 것이 무사의 근본이라며, 대군을 맞아 공격하는 결단을 내렸다. 그곳에 옛 친구 아다치 카게모리와 주종 7기가 선진을 치고 돌입해, 요시토키의 대군과 소수의 군사로 응전하는 시게타다 주종과의 격전이 4시간 동안 벌어진 뒤, 시게타다는 아이코 스에타카가 쏜 화살에 맞았고, 머리가 베어졌다 (향년 42세). 『구칸쇼(愚管抄)』에서는 자살했다고 하고 있다. 시게타다의 죽음을 안 시게히데를 포함한 사람들이 자살했다 (시게히데 향년 23세).
23일 오후 2시 경, 군세를 가마쿠라로 돌린 요시토키는 전투 상황을 들었을 때, 시게타다의 일족은 다 나가고 없어 소세이며, 모반의 기도는 거잣정보이고, 시게타다는 억울한 죽음이었고, 그 목을 보면 눈물을 멈출 수 없어, 매우 안타까운 일을 했다고 말했다. 요시토키는 잠자초 군사를 물렸다. 이날 저녁 가마쿠라 내에서, 시게타다의 동족이자 토벌군에 가담했던 이나게 시게나리 부자, 한가야 시게토모 부자가 시게타다를 모함한 주모자로 미우라 요시무라 등에게 살해되었다.
7월 8일, 소년 쇼군 미나모토노 사네토모를 대신해, 비구니 미다이도코로 호죠 마사코의 명에 따라, 하타케야마씨의 수령은 훈공으로 시게타다를 친 무사들에게 주어졌고, 같은 해 20일에도 마사코의 뇨보들에게 시게타다의 유령이 내려졌다. 윤7월 19일, 이 사건을 계기로 토키마사는 실각하고, 마키노카타와 함께 요시토키ㆍ마사코 남매에 의해 가마쿠라를 추방당했고, 같은 달 26일, 수도에 있던 히라가 토모마사는 요시토키의 명에 의해 주살되었다 (마키씨 사건). 남겨진 시게타다의 소령은 토키마사의 전처의 딸인 시게타다의 아내에게 안도되었고, 아내는 아시카가 요시즈미에게 재가하여, 요시즈미가 하타케야마씨의 이름을 이어받음으로써, 헤이시치치부씨의 하타케야마씨는 멸망하였다.

## 참전 무장

### 호죠군 (수천~3만 기)
- 호죠 요시토키
- 호죠 토키후사
- 미우라 요시무라
- 사쿠마 이에무라
- 아시카가 요시우지
- 오야마 토모마사
- 아다치 카게모리
- 우츠노미야 요리츠나
- 아이코 스에타카
- 나가누마 무네마사

### 하타케야마군 (약 150기)
- 하타케야마 시게타다
- 하타케야마 시게히데
- 한자와 나리키요
- 혼다 치카츠네

## 결과
호죠 요시토키는 마키노카타의 사위인 히라가 토모마사를 추대한 아버지 토키마사를 버림으로써, 억울한 시게타다를 쳤다는 집안 사람들의 증오의 화살을 피해 혼란을 틈타, 토모마사와 치치부 일족의 이나게 시게나리ㆍ한가야 시게토모 등 유력자들을 한번에 처리하고 무사시국 장악에 성공했다. 이후, 무사시국은 대대로 호죠 토쿠쇼가의 지배하에 놓였고, 싯켄 정치 안정화 후에는 싯켄ㆍ렌쇼가 "무사시노카미", "사가미노카미"를 차지하는 사례가 증가한다. 호죠가 내부에서는 카지와라 카게토키, 히키 요시카즈 등 강력한 정적 배제에는 단결해 있었지만, 전처의 아이 요시토키ㆍ마사코 등과 후처 마키노카타와의 사이에는 이전부터 카메노마에 사건 등의 다툼이 있었고, 공통의 적이 없어진 것, 마키노카타 소생의 유일한 아들로 호죠 본가의 후계자로 지목되고 있던 마사노리의 죽음에 의해, 양자 대립이 표면화 되고 있었다. 하타케야마의 난에서 비롯된 마키씨 사건으로 토키마사를 추방함에 따라 막부는 토키마사의 전제 정치에서 요시토키ㆍ마사코 남매 주도에 의한 과주 체제로 이행하여 전제 정치가 계속되었다.
가마쿠라 막부 호죠씨에 의한 후년의 편찬서 『아즈마카가미(吾妻鏡)』에서 카지와라 카게토키가 악인으로 평가되고 있는 것과는 대조적으로, 하타케야마 시게타다는 찬미한 기사가 눈에 띈다. 시게타다 토벌 때 시게타다를 옹호했다는 요시토키는 이후 시게타다의 남겨진 아이나 친척을 비호하여 하타케야마씨의 소령을 주었다는 등의 흔적은 없으며, 하타케야마씨의 소령은 마사코에 의해 시게타다를 토벌한 자나 마사코의 뇨보들에게 배분되었다. 요시토키ㆍ마사코의 자매인 시게타다의 아내에게는 하타케야마씨 본령이 주어졌고, 그 아내는 호죠씨의 친척 아시카가 요시즈미에게 재가하여, 아시카가 요시즈미가 하타케야마씨의 이름을 계승함으로써, 시게타다의 핏줄은 단절되었다.
그 후, 출가했던 시게타다의 막내아들 쵸케이 난이 벌어지고 난 8년 후, 겐포 원년 (1213년) 9월에 모반 혐의를 받아 살해되었다. 이때 3대 쇼군 미나모토노 사네토모는 "重忠本より過ちなくして誅を被る"라고 하였다. 『아즈마카가미(吾妻鏡)』에서 요시토키의 시게타다 옹호, 시게타다의 과잉 찬송 기사는, 아버지 토키마사를 추방하고, 무사시의 영웅을 멸망시킨 요시토키 (토쿠슈가) 변호를 위한 작위로 여겨진다. 다만, 최근의 연구에서는 호죠 종가가 아닌 분가인 에마가의 초대로 간주되는 요시토키가 토키마사의 의사를 거부할 수 있었을 가능성이 낮은 것도 고려할 필요가 있다는 설이 나오고 있다.
현재, 요코하마시 아사히구, 소테츠 츠루가미네역 근처에는 하타케야마 시게타다의 종언지로서 비석이 세워져있다.

## 문화재
츠루가미네 주변의 사적은 요코하마시 등록 지역 문화재로 등록되어 있다.

## 관련 사진

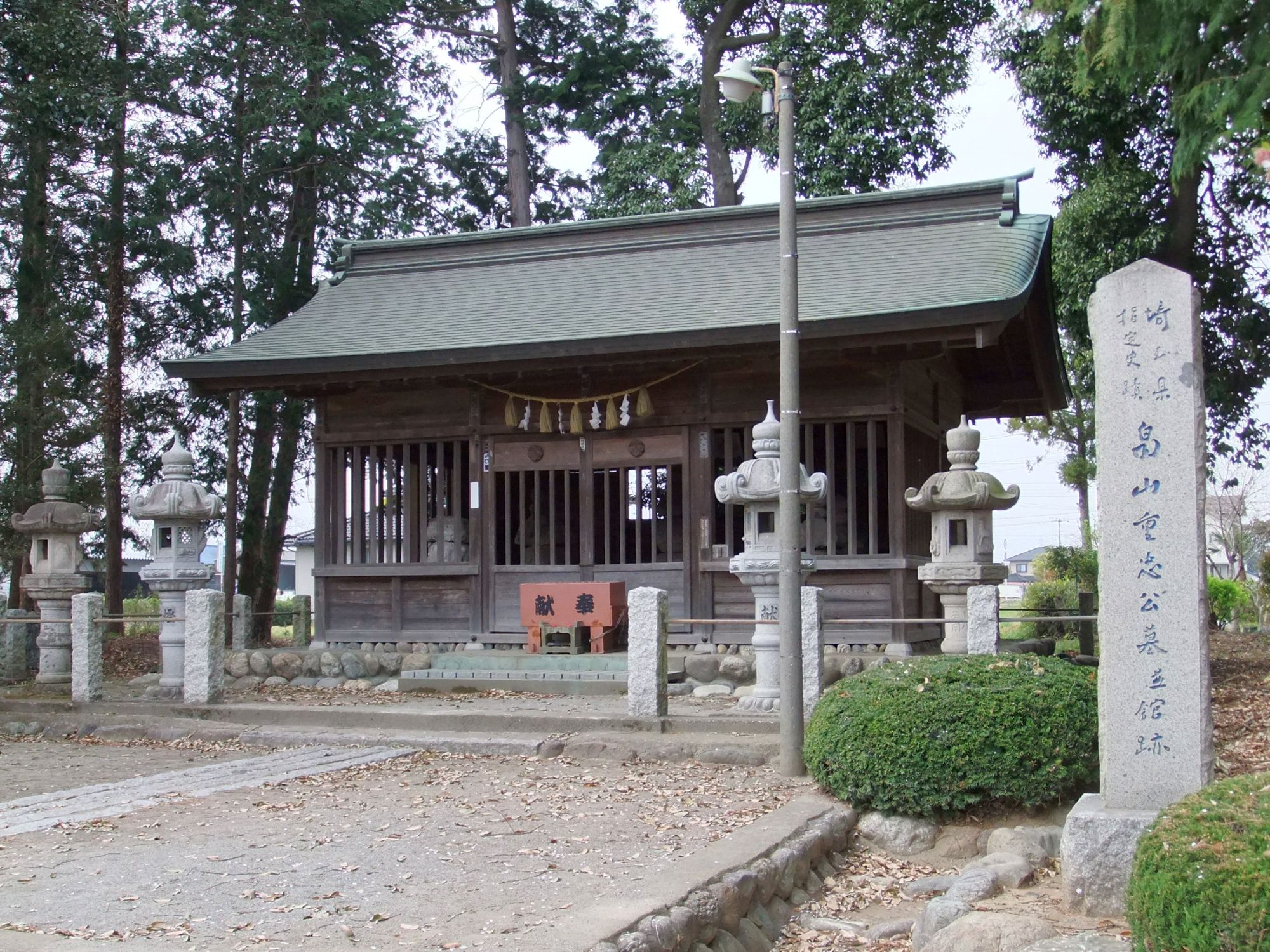
하타케야마 시게타다 공 묘소 (사이타마현 후카야시・하타케야마 시게타다 공 사적 공원)
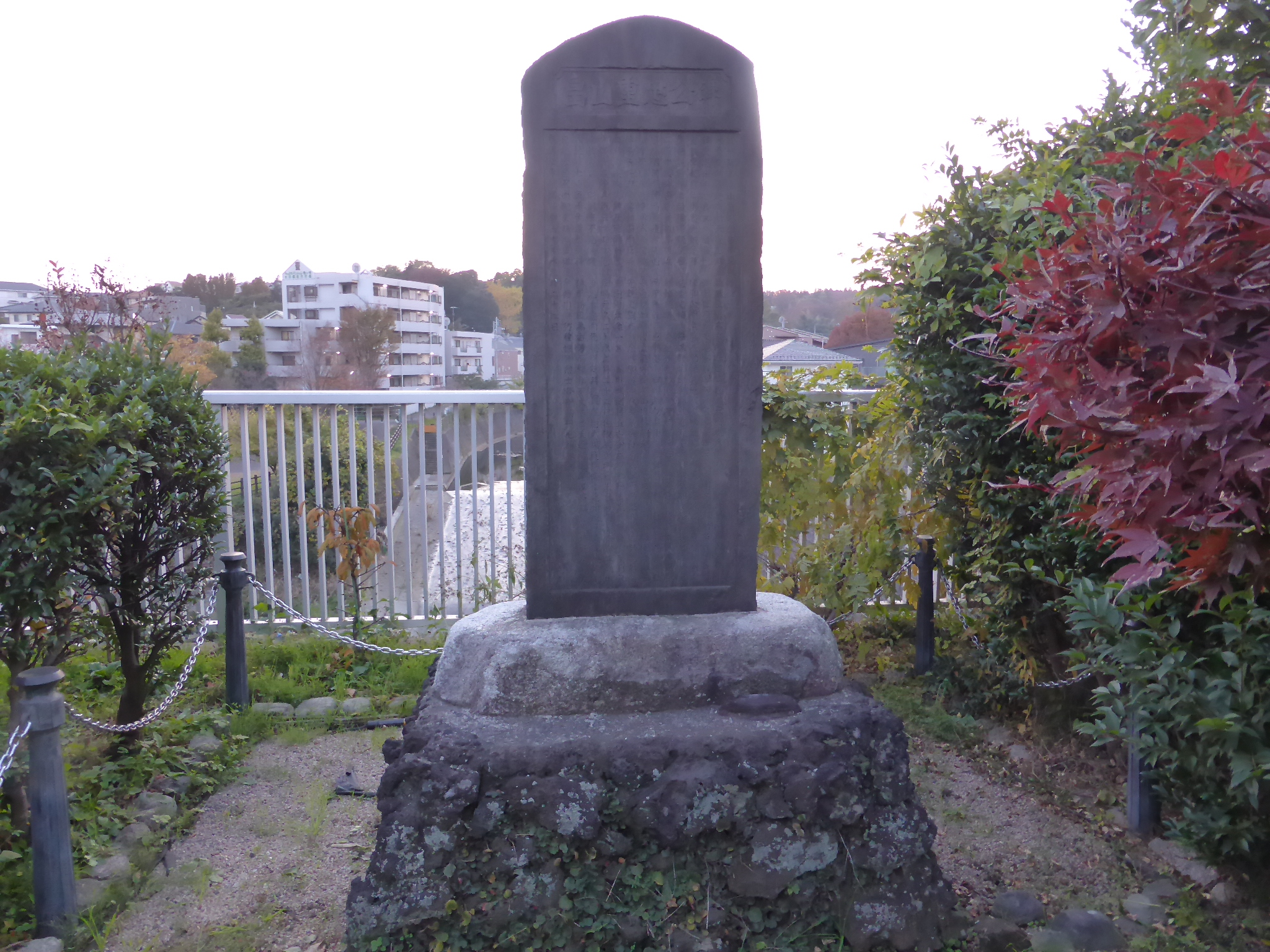
하타케야마 시게타다 공 비 (가나가와현 요코하마시 아사히구청 근처)
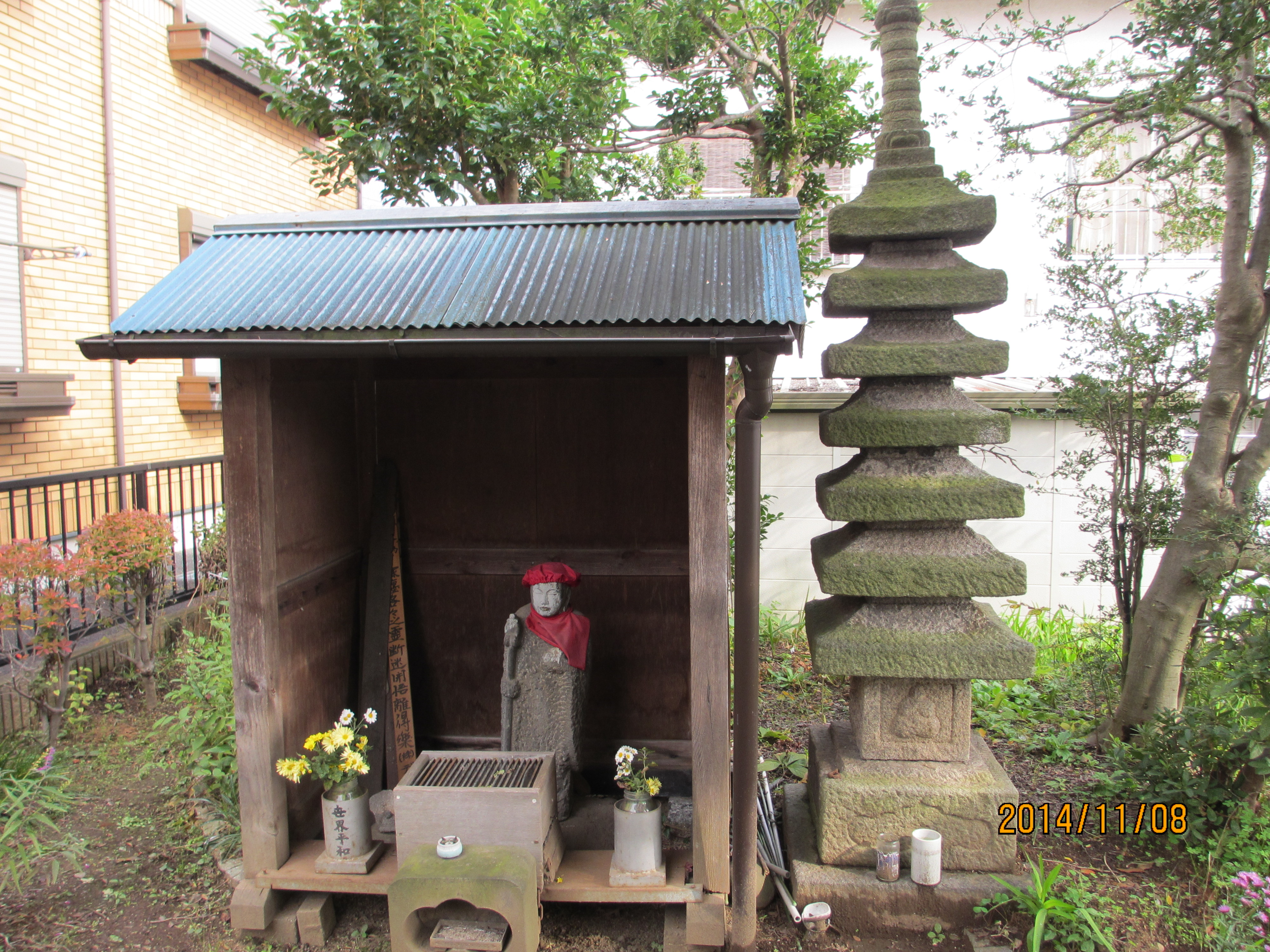
하타케야마 시게타다 공 쿠비즈카 (소테츠선 츠루가미네역・아사히구청 근처)
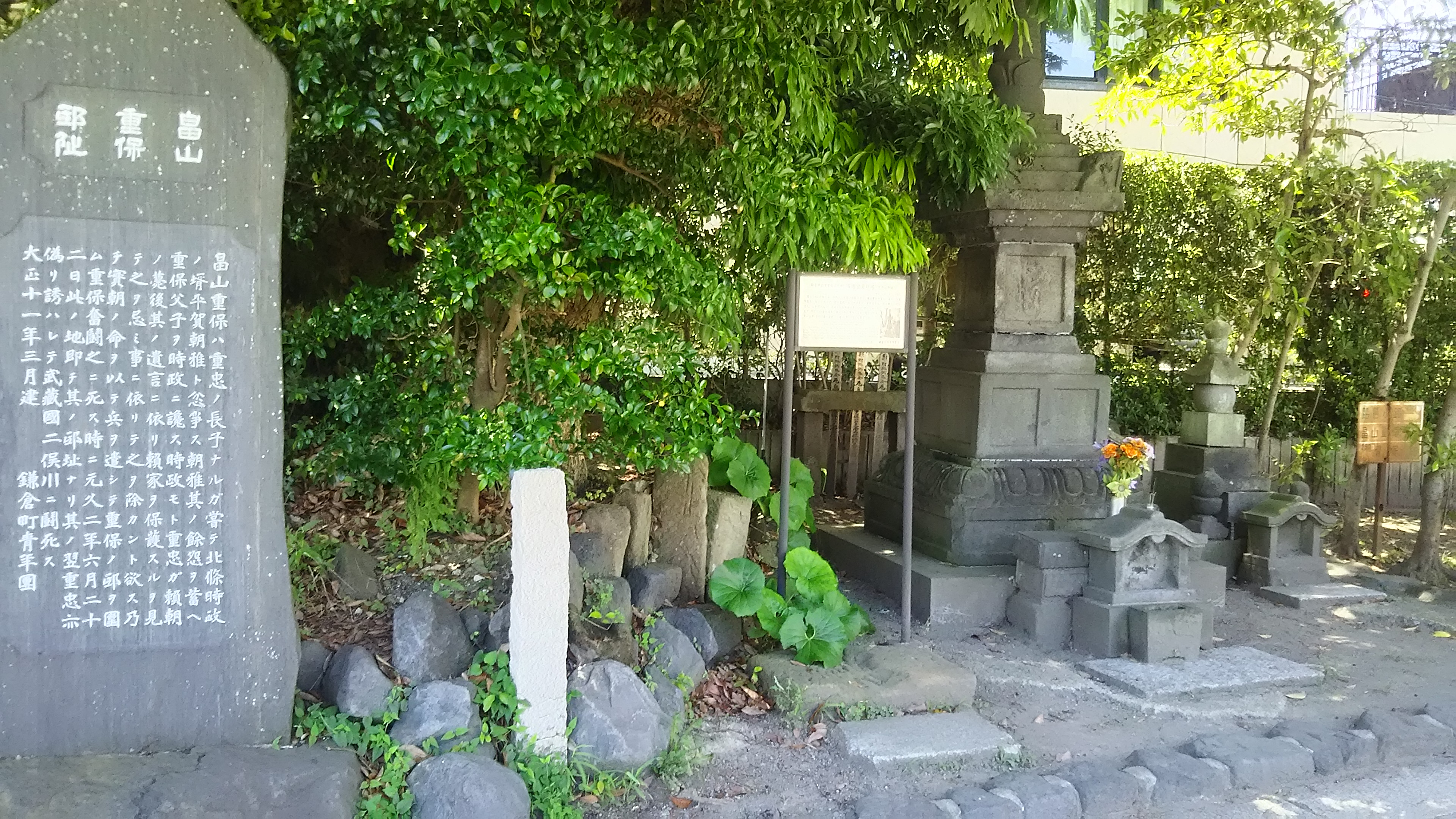
하타케야마 시게야스 저택 터 묘탑. 가마쿠라 유이가하마 츠루오카하치만구 오오토리이 근처,

## 같이 보기
- 마키씨 사건
- 하타케야마씨 (헤이시)
- 아즈마카가미
- 묘세키